# Tipuaixí
Tipuaixí (1994-2004) fou un grup de rock combatiu, antisistema i alternatiu nascut entre Salt i Girona. Es va formar a partir de la fusió dels dos grups saltencs Renecs i Trallant pel Corriol.
La formació és un referent de l'escena musical alternativa gironina dels anys 1990.

## Estil i trajectòria
L'estil musical del grup era molt heterogeni i fortament influenciat pel hardcore, el trash i el punk. Tenia la peculiaritat de comptar amb dos vocalistes i les lletres de les seves cançons -escrites indistintament en català i en castellà- estaven carregada de crítica corrosiva, ironia i bon humor, amb textos que barrejaven la crítica social amb la paròdia del sistema.
La majoria de les seves actuacions es van limitar a les comarques gironines i va compartir escenari amb populars bandes com Def Con Dos, Hamlet o Banda Bassotti. Així mateix, va participar a molts actes solidaris degut a la seva vinculació amb els moviments socials i l'esquerra independentista. Per exemple, va participar en deverses ocasions en festivals per reclamar la llibertat del cantant gironí de KOP JuanRa.
El 2004 la banda es va acomiadar amb un concert al Teatre de Salt el 14 de febrer.
Un cop dissolt el grup, el vocal Jaume Gratacós va continuar la seva carrera musical amb el grup La tosca brava.
El 2019, passats 15 anys de la seva dissolució, Tipuaixí va tornar a pujar a l'escenari durant les Fires de Sant Narcís de Girona. Ho feu en el marc del vuitè Sant Pere Rock organitzat pel Casal Independentista el Forn.

## Membres
- Jaume Gratacós (veu)
- Dani Ribas (veu)
- Xevi Lasheras (bateria)
- Marc Santaló (baix)
- Francesc Txutis Ferrés (guitarra)

## Discografia
Maquetes
- 1994 - Atòmic Croissant
- 1996 - Paella Today

Discs
- 1998 - Quanta Llana
- 2002 - C'est la vie